# 33619 Dominickrowan
33619 Dominickrowan este o planetă minoră (asteroid), cu un diametru de 6,834 km, din centura de asteroizi. A fost descoperită pe 12 mai 1999 la Experimental Test Site⁠(d) de Lincoln Near-Earth Asteroid Research. 
Obiectul prezintă o orbită caracterizată de o semiaxă mare de 2,6109452 UAi, o excentricitate de 0,09, o înclinație de 4,65638 ° în raport cu ecliptica.